# Gallus Zembroth
Gallus Zembroth (* 1589 in Allensbach; † 25. November 1662 ebendort) war ein deutscher Weinbauer, Kommunalpolitiker und Chronist.

## Leben und Werk
Gallus Zembroth war der erste prominente Vertreter einer Familie, die im 17. und 18. Jahrhundert zur führenden Schicht von Allensbach gehörte und eine Reihe von Bürgermeistern und Ammännern stellte. Über sein Leben ist im Wesentlichen das bekannt, was er beiläufig in seiner Chronik erwähnt. Demnach war er Weinbauer und Weinhändler. Von 1632 bis zu seinem Tod 1662 amtierte er, allerdings unter einigen Auslassungen, in jedem zweiten Jahr als Bürgermeister von Allensbach. Diese Zeit war für den Ort einschneidend: Allensbach hatte im Spätmittelalter und zu Beginn der Neuzeit als wichtigster Brückenkopf des Inselklosters Reichenau am Untersee kleinstädtischen Charakter, wurde im Dreißigjährigen Krieg allerdings ruiniert und erholte sich später nicht mehr vollständig.
Über seine Zeit als Bürgermeister während des Dreißigjährigen Kriegs verfasste Zembroth eine Kurze Beschreibung fürnembster Zustenden, denckhwürdiger Geschichten, so sich alhie zu Allenspach und in den umbligenden Stetten und Orten sich durch den schwedischen Krieg begeben und zugetragen von anno 1632 biß anno 52, in welchen 20 Jahren ich das Burgermaisterampt im andern Jar versehen. Die Handschrift wird heute im Generallandesarchiv Karlsruhe unter der Signatur 65/3 verwahrt; sie ist von Franz Josef Mone im dritten Band der Quellensammlung der badischen Landesgeschichte ediert worden. Zembroth berichtet von Plünderungen, Kontributionen und der Pest, die seinen Heimatort in dieser Zeit weitgehend entvölkerten und verödeten. Als Weinbauer notiert er mehrere durch Spätfröste oder Hagelschlag verschuldete Ernteausfälle und dokumentiert damit Wetterereignisse der Kleinen Eiszeit. Weitere Kapitel betreffen den Schweizer Bauernkrieg 1653; sein Sohn ergänzte Notizen zum Türkenkrieg 1663/1664. Als Geschichtsquelle sind vor allem die Berichte von Selbsterlebtem von Belang.
Die Gallus-Zembroth-Straße in Allensbach ist nach ihm benannt.

## Schriften
- Allensbacher Chronik von Gallus Zembroth. Von 1632 bis 1668. In: Franz Josef Mone (Hg.): Quellensammlung der badischen Landesgeschichte. Bd. 3. Macklot, Karlsruhe, 1863, S. 566–581 Digitalisat.
- Allensbach im Dreißigjährigen Krieg von Gallus Zembroth. Bearbeitet und in heutiges Deutsch übertragen von Julius Boltze. Bebildert nach zeitgenössischen Abbildungen von Max Einer. Verlag Julius Boltze, Allensbach, 1952.